# Јелица Новаковић Лопушина
Јелица Новаковић Лопушина (1955) оснивач је југословенске и српске недерландистике, редовни професор и шеф Групе за низоземске студије при Катедри за германистику Филолошког факултета у Београду.

## Биографија

### Школовање
Као ћерка дипломатског представника у Хагу је похађала немачку гимназију а 1972. матурирала је у Интернационалној америчкој гимназији у истом граду. Исте године се враћа назад у Београд и уписује студије германистике на Филолошком факултету. 1975. одлази у Берлин као стипендиста Хумболтовог универзитета. Године 1976. дипломирала је германистику на Филолошком факултету у Београду. Годину дана касније постаје предавач немачког језика у Школи страних језика Коларчеве задужбине у Београду. Године 1984. почиње да ради на Филолошком Факултету као лектор за немачки језик. Захваљујући подстреку тадашњег Републичког завода за међународну техничку, научну и културну сарадњу објављује „Граматику холандског језика“ и оснива 1987. године Лекторат за холандски језик при Катедри за германистику поставши тако први лектор за холандски у бившој Југославији.
Под покровитељством књижевног друштва Писмо и његовог представника Раше Ливаде, основала је годишњак за холандску и фламанску књижевност Еразмо. Звање магистра стекла је 1994. године одбраном тезе под насловом „Разлике у морфосинтакси и семантици немачких и холандских глагола као извор интерференције“. Четири године касније одбраном докторске дисертације „Југоисточна Европа у низоземским изворима од средњег века до 1918“ стекла је и звање доктора наука.
Године 1999. изабрана је за доцента низоземских студија на Филолошком факулету, а 2002. године оснива Групу за низоземске студије на истом факултету. Звање ванредног професора стекла је 2006. а од 2012. је редовни професор на Групи за низоземске студије.

### Чланства
Проф. др Новаковић-Лопушина члан је више међународних удружења.
У интервалу од 1999-2001 именована је за члана управе а потом и за председника Удружења недерландиста средње и источне Европе – „Коменијус.”. Архивирано из оригинала 03. 12. 2016. г. Приступљено 09. 12. 2018. Од 2015. поново је на челу овог удружења.
Од 2000. године је члан Удружења Принчевског реда (огранак St. Niklas/Белгија) који активно потпомаже Групу за низоземске студије донирањем стипендија за летње курсеве.
Члан је савета више научних часописа као и главни уредник годишњака Еразмо.
Од 2015. је потпредседница Међународног удружења недерландиста (Internationale Vereniging voor Neerlandistiek).

### Награде и признања
Године 2001. добија дводгодишњу књижевну награду фламанског огранка P.E.N.-а. 2014. Постаје добитница награде за преводилаштво Vertalersprijs Nederlands Letterenfonds.

### Занимљивост
Током НАТО-бомбардовања објављивала је дневничке записе у холандској и фламанској штампи. Те исте 1999. године ти записи су објављени као књига у Амстердаму под насловом „Благо оном ко рано полуди“ (Gelukkig is wie bijtijds waanzinnig wordt. Contact: Amsterdam, 1999). Овај дневник изазвао је талас реакција код публике и избор из тих реакција објављен је двојезично у Београду и Антверпену под насловом „Прави људи умеју да лете“ (Echte mensen kunnen vliegen. Epo&Partenon: Antwerpen&Beograd).

#### Уџбеници и приручници
- Граматика холандског језика. Завод за уджбенике: Београд, 1988.
- Basiswoordenboek Nederlands-Servokroatisch. Toreksin: Beograd, 1993
- Граматика низоземског језика. Partenon: Beograd, 2005
- Лексикон холандске и фламанске књижевности. Партенон: Београд, 2005
- Увод у холандску и фламанску књижевност. Ариус&Партенон: Београд, 2012
- Klimop. Bloemlezing moderne Nederlandstalige poëzie. Arius: Beograd, 2012
- Научне публикације
- Срби и југооисточна Европа у низоземским изворима до 1918. Ревисион: Београд, 1999.
- Wat kwam er uit een schot. Vrijdag: Antwerpen, 2015. (co-auteur Sven Peeters)
- Последице једног пуцња. Clio: Београд, 2015 (коаутор Свен Петерс)
- Аријус ван Тинховен и холандска медицинска мисија. Архив Ваљева, 2018

#### Књижевни радови
- Gelukkig is wie bijtijds waanzinnig wordt. Contact: Amsterdam, 1999
- Het kafana-tribunaal. Clio: Beograd, 2009 (co.auteur Sven Peeters)